# گوژکوو (شهرستان کراسنستاف)
گوژکوو (به لاتین: Gorzków) یک روستا در لهستان است که در گمینا گوژکوو واقع شده‌است. گوژکوو ۲۶۴ نفر جمعیت دارد.